# ميكي تشو تشو (فلم رسوم متحركة)
ميكي تشو تشو (Mickey's Choo-Choo) هو فيلم رسوم متحركة أمريكي قصير لـميكي ماوس صدر عام 1929 وأصدرته شركة سيليبريتي بيكتشرز ، كجزء من سلسلة أفلام ميكي ماوس.  كان أب أيوركس هو رسام الرسوم المتحركة.  كان هذا الفيلم القصير الحادي عشر لميكي ماوس الذي تم إنتاجه، والثامن في عام 1929،  وكان أحد أفلام سلسلة الرسوم المتحركة المبكرة لشركة ديزني التي أدت إلى تحول ميكي ماوس إلى موضة وطنية بحلول نهاية عام 1929.  تم إنتاج هذا الكارتون في الأصل باللونين الأبيض والأسود، وكان واحدًا من 45 فيلمًا كرتونيًا لميكي ماوس تم تلوينها بواسطة شركة American Film Technologies في عام 1991.

## حبكة
يبدأ الفيلم بميكي وهو يقود قاطرة بخارية، وينفخ صافرة المحرك ويقرع الجرس. وبينما يعود المحرك وعربته المحملة بالفحم لجمع عربة القطار ، يستقر المحرك مع ميكي، مهندس السكك الحديدية ، الذي يزوده بالوقود، ويغذي محركه بالفحم. وبينما يأكل المحرك الكثير من الفحم ويتجشأ، يقرر ميكي تناول بعض السباغيتي ، حتى تأتي ميني. بعد أن ينتهي ميكي من غداءه تصل ميني ومعها كمان يمكنها العزف عليه، وتقفز إلى عربة البضائع . تلعب ميني أغنية موسيقية بينما يلهو معها ميكي. بينما ينظر ميكي إلى ساعته، ليدرك أنهم تأخروا، يصرخ إلى المحرك، الذي يصفر استجابةً مبتهجًا بعد صعود ميكي على متنه. يبدأ المحرك بالتحرك ببطء خارج المحطة وينطلق بمرح عبر الريف الجميل باتجاه التل ويكافح للصعود عليه. يبدأ المحرك بالبكاء بعد ظهور مشاكل فيه. ينتهي الفيلم بميكي الذي يدفع عربة القطار بقوة حتى تنفصل عن المحرك وتصطدم ببقرة وتنفجر في شجرة . في اللقطة الأخيرة، ميكي وميني يركبان عربة يدوية نحو غروب الشمس .

## إنتاج

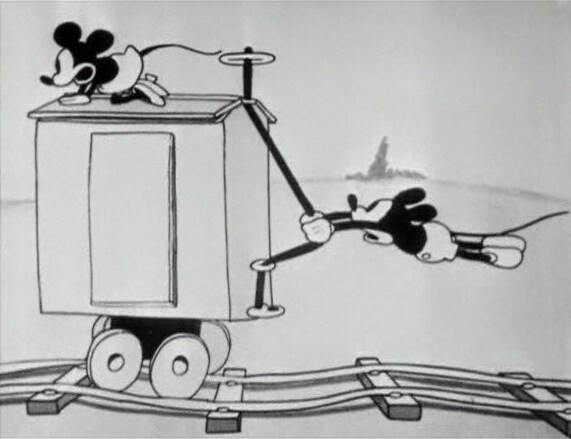
ميكي وميني ماوس في الفيلم القصير.

الصورة الختامية لميكي وميني وهما يقودان عربة يدوية ألهمت نسخة لعبة شهيرة، صنعتها شركة ليونيل. حققت شركة الألعاب الكثير من المال من هذا العنصر وغيره من العناصر المشابهة له لدرجة أن ميكي كان يُعرف باسم "الفأر الذي أنقذ ليونيل". 

## استقبال
كتب جيس جروب في كتابه "أفلام ميكي: الأفلام المسرحية لميكي ماوس": "كانت نهاية فيلم "ميكي تشو تشو" سريعة بشكل ملحوظ ومليئة بالحركة. فهو أول فيلم يتضمن حوارًا كاملًا من ديزني. ومع ذلك، فإني أشعر أن أحداث الفيلم بطيئة بشكل ملحوظ، وحتى بعض اللحظات الصامتة المحرجة. لا توجد أي حبكة تقريبًا وتصميمات ميكي وميني غير مُتَّسِقة، وتتراوح من المتطورة (مع خط وجه إضافي) إلى الرديئة تمامًا. والنتيجة النهائية هي إدخال متوسط في مجموعة أفلام ميكي." 

## طاقم صوتي
- ميكي ماوس: والت ديزني
- ميني ماوس: والت ديزني